# Andrew Thomson (homme politique canadien)
Pour les articles homonymes, voir Andrew Thomson (homonymie).
Andrew Thomson (né le 16 juillet 1967) est un homme politique provincial canadien de la Saskatchewan. Il représente la circonscription de Regina South à titre de député du Nouveau Parti démocratique de la Saskatchewan de 1995 à 2007.
Durant son passage au gouvernement, il occupe plusieurs postes ministériels dont celui de ministre des Finances, de l'Apprentissage, des Services correctionnels et de la Sécurité publique, de l'Énergie et des Mines, ainsi que ministre responsable des Technologies de l'information, de SaskEnergy et de SaskPower.

## Biographie
Né à Kindersley  en Saskatchewan, Thomson grandit dans cette ville ainsi qu'à Prince Albert. Il obtient un baccalauréat en sciences politiques de l'Université de la Saskatchewan et travaille ensuite pour le gouvernement Romanow à titre d'assistant ministériel.

### Carrière politique
Faisant son entrée à l'Assemblée législative de la Saskatchewan en tant que député dans Regina South en 1995, il est réélu en 1999 et en 2003.
En 2001, il fait son entrée au cabinet de Lorne Calvert à titre de ministre de l'Énergie et des Mines. Dans ce ministère, il propose la réduction des redevances liées à l'exploitation des hydrocarbures avec l'objectif de stimuler le nombre de forages dans le Bassin de Souris déjà mis à mal par la réduction du prix du pétrole. Il stimule également l'implantation de l'utilisation de l'éthanol et gère l'application du protocole de Kyoto en Saskatchewan. Son ministère est aboli en mars 2002, mais il est néanmoins assigné vers le nouveau ministère des Services correctionnels et de la Sécurité publique et ministre des Technologies de l'information.
À ce ministère, Thomson poursuit le consolidation des services technologiques du gouvernement et préconise la connectivité large bande à l'ensemble de la province. En 2007, il introduit un programme pour fournir une connexion wifi dans les universités, dans les campus des collèges et dans quelques zones urbaines.

#### Ministre des Finances
Devenu ministre des Finances, il arrive durant une période de forte augmentation des revenus en raison des redevances issues de l'industrie pétrolière. Favorisé par cette situation, il introduit plusieurs réductions de taxes. Simultanément à ces réductions, plusieurs subventions sont distribuées entre autres au collège de médecine de l'Université de la Saskatchewan et par une augmentation des prestations d'aide-sociale. Le budget était alors basé sur un baril de pétrole à 60$.
En 2007, il plafonne également les coûts de médicaments pour les aînés et un crédit d'impôt pour les étudiants. Malgré les critiques de l'opposition qui trouvait les coupes trop importantes et insoutenables à long terme, la province enregistre tout de même un surplus de 2 milliards de dollars.
En 2013, soit six ans après le départ de Thomson aux Finances, la vérificatrice générale de la Saskatchewan, Bonnie Lysyk, déclare que si la Saskatchewan avait utilisé les mêmes normes comptables que le gouvernement fédéral et toutes les autres provinces, neuf budgets sur dix auraient dû être présentés comme en état déficitaire et non en surplus. Cependant, elle note que les deux budgets de Thomson ont effectivement dégagé des excédents budgétaires d'après ses normes comptables préférées.
La période de Thomson aux Finances est également marquée par une bataille continue avec le gouvernement fédéral concernant l'impact de la croissance pétrolière sur les paiements de péréquation,,.
Le 11 mai 2007, Thomson annonce ne pas se représenter à l'élection de 2007. Ce faisant, le premier ministre Lorne Calvert le remplace par Pat Atkinson.

#### Politique fédérale
Après son départ de la politique provinciale, Thomson travaille dans le secteur privé et déménage ensuite à Toronto. En 2015, il se porte candidat du Nouveau Parti démocratique fédéral dans la Eglinton—Lawrence en vue des élections fédérales de 2015, mais termine troisième .
En novembre 2016, il est embauché à titre de chef des relations gouvernementales de l'Université de Toronto.